# معركة تل المخافي
معركة تل المخافي (وأحياناً تسمى وادي الدموع Valley of Tears أو Vale of Tears، (بالعبرية: עֵמֶק הַבָּכָא‏)، عِمِق هابخا) هو الاسم المـُطلق على منطقة في مرتفعات الجولان بعد أن أصبحت موقعاً لمعركة رئيسية في حرب تشرين التحريرية. ففي 6 تشرين الأول 1973 هاجمت الفرقة السابعة مشاة السورية اللواء السابع المدرع الإسرائيلي في المنطقة بين جبل حرمونيت وحافة جنوبية تعرف باسم «تل المخافي» بالعربية و"Booster" في إسرائيل.
بدأ السوريون الهجوم بقصف مدفعي، إلا أنهم فشلوا في تحريك دباباتهم عبر الخندق المضاد للدبابات. إلا أنهم تمكنوا من اختراق الدفاعات الإسرائيلية في الليل بمساعدة أجهزة الرؤية الليلية. في الصباح التالي، شن السوريون هجوماً ثانياً، وفي إحدى لحظات الالتحام وجدت 40 دبابة إسرائيلية نفسها تواجه نحو 500 دبابة سورية.
وفي اليوم الرابع، تلقى اللواء السابع المدرع الإسرائيلي تعزيزات عندما انخفض عديده إلى نحو 12 دبابة ونفذت ذخيرته. تقهقر السوريون لأسباب ما زالت موضع جدال. المؤرخ العسكري الإسرائيلي مارتن ڤان كرڤلد قال أن إسرائيل هددت سوريا بهجوم نووي.

## الهامش
1. ↑  Dr. George W. Gawrych, The 1973 Arab-Israeli War: The Albatross of Decisive Victory p.26 نسخة محفوظة 19 مارس 2009 على موقع واي باك مشين.
2. ↑  Van Creveld (2002), p. 232

### للاستزادة
- Kahalani، Avigdor (28 فبراير 1992). The Heights of Courage: A Tank Leader's War On the Golan. Praeger Paperback. ص. 198. {{استشهاد بكتاب}}: الوسيط غير المعروف |الرقم المعياري= تم تجاهله يقترح استخدام |ردمك= (مساعدة)